# علي أحسن محمد مجاهد
علي أحسن محمد مجاهد (بالبنغالية:আলী আহসান মোহাম্মদ মোজাহিদ) (مواليد 23 يونيو 1948 - 22 نوفمبر 2015)، هو سياسي بنغالي وكان أحد قادة الجماعة الإسلامية البنغالية أكبر الأحزاب الإسلامية في بنغلاديش. كما كان عضو في البرلمان البنغالي، وشغل منصب وزير الرعاية الاجتماعية في الفترة (2001-2007) ومُدان بجرائم حرب بدعوى ارتكابه لعمليات قتل لكبار المثقفين. نتيجة لذلك حكمت محكمة الجرائم الدولية في بنغلادش عليه بالإعدام شنقاً، وتم تنفيذ حُكم الإعدام فيه في 22 نوفمبر 2015.